# Sankt Erik (Schiff)

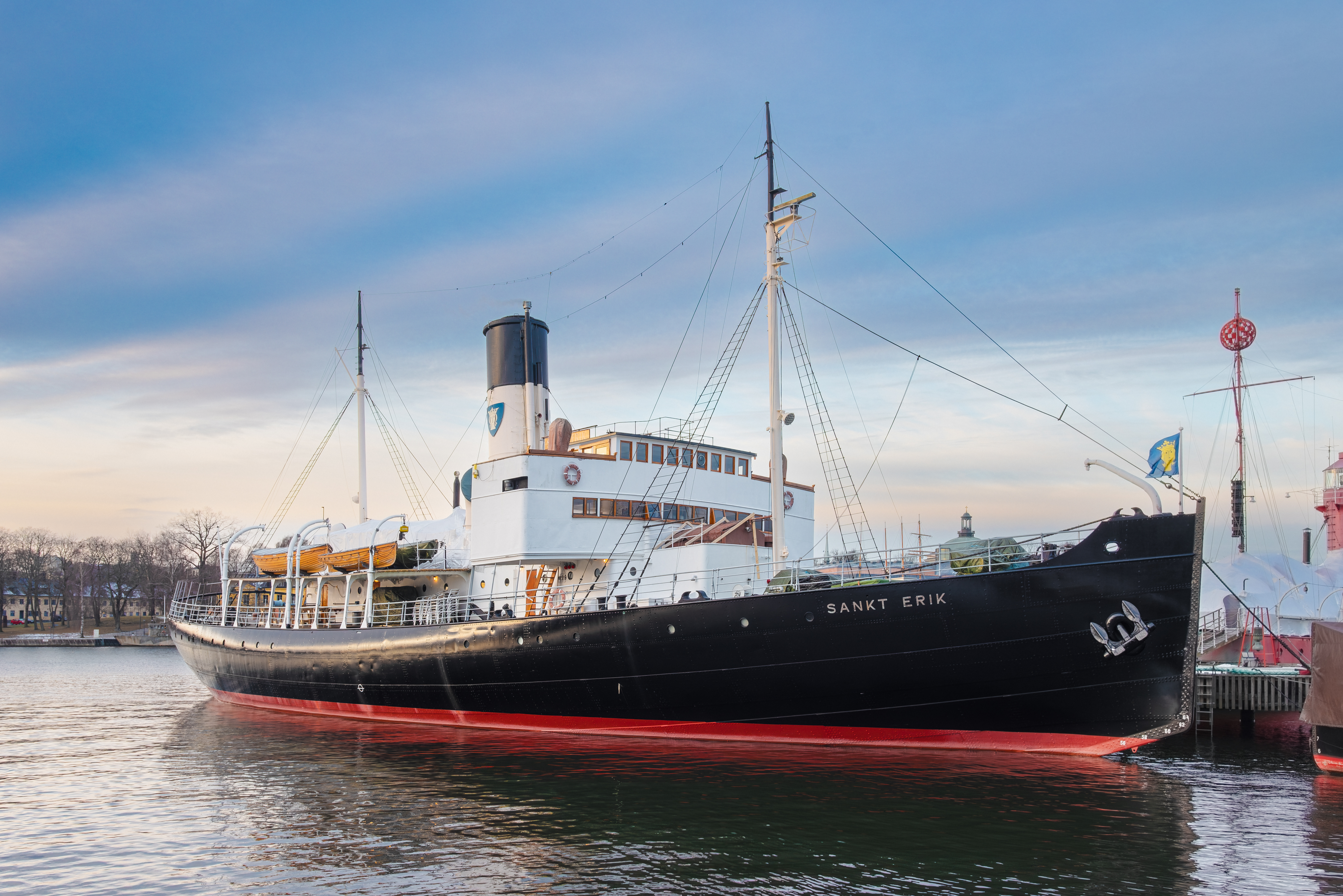
Sankt Erik im Jahr 2016

Die Sankt Erik ist ein als Museumsschiff genutzter schwedischer Eisbrecher.

## Lage
Die Sankt Erik gehört zum Seehistorischen Museum und liegt im Bereich Galärvarvet an der Westseite der Insel Djurgården in Stockholm in der Ladugårdslandsviken. Unmittelbar nördlich des Liegeplatzes befindet sich das Vasa-Museum. Am Liegeplatz befinden sich weitere Museumsschiffe, so das Feuerschiff Finngrundet.

## Geschichte
Die heutige Sankt Erik wurde im Jahr 1915 auf der Werft Finnboda erbaut und auf den Namen Isbrytaren II getauft. Das Schiff war der erste Hochsee-Eisbrecher Schwedens. Es diente der Stadt Stockholm zum Freihalten der Seewege durch den Stockholmer Schärengarten. In harten Wintern wurde die Isbrytaren II auch durch den schwedischen Staat genutzt, der sie im Bottnischen Meerbusen und an der Küste Südschwedens einsetzte, um dort die Schifffahrt zu unterstützen. Erst 1927 verfügte der schwedische Staat dann über einen eigenen Eisbrecher.
1958 erfolgte ein Umbau des Schiffes, in dessen Zusammenhang dann auch der heutige Name Sankt Erik vergeben wurde. Bei dem Umbau erhielt das Schiff eine Kommandobrücke. Die Besatzung musste seitdem zur Steuerung nicht mehr in der Kälte stehen. Zugleich erhielt das Schiff eine Radar- und eine Funkanlage. Auch die Dampfmaschinen wurden modernisiert, so dass sich der Treibstoffbedarf halbierte.
Die Sankt Erik hat heute zwei jeweils dreizylindrige Dampfmaschinen. Die hintere Dampfmaschine verfügt über 2.800 PS und ist heute (Stand 2015) die größte noch betriebsbereite Schiffsdampfmaschine in Schweden. Die vordere Dampfmaschine ist schwächer und hat 1.200 PS.
Die Sankt Erik ist 60 Meter lang und 17 Meter breit. Der Tiefgang beträgt 6,50 Meter. Die Form des Schiffs ist typisch für Ostsee-Eisbrecher. Am Bug befindet sich ein hochgezogener Vorsteven. Mit dem kann sich das Schiff auf Eisflächen schieben und zerbricht sie mit seinem Gewicht. Durch eine am Bug vorhandene Schraube wird das zerbrochene Eis und Wasser entlang des Rumpfs nach hinten gespült. Der Rumpf des Schiffes ist abgerundet, um dem seitlichen Druck des Eises besser widerstehen zu können. Darüber hinaus hat die Sankt Erik ein Krängungssystem, das Wasser zwischen beiden Seiten des Schiffes hin- und herpumpen kann. Durch das so erreichbare Schlingern des Schiffes, kann es sich aus dem Eis befreien und die eigene Fahrrinne verbreitern. Das Heck des Schiffs ist mit einer Gabel ausgerüstet, die das Bugsieren von Schiffen ermöglicht. Die Besatzungsstärke betrug 30 Personen.
1977 wurde die Sankt Erik außer Dienst gestellt. Seit 1980 wird sie als Museumsschiff genutzt.